# Saison 2016 de l'équipe cycliste Astana
La saison 2016 de l'équipe cycliste Astana est la dixième de cette équipe.

## Préparation de la saison 2016

### Sponsors et financement de l'équipe
Le budget de l'équipe pour cette saison s'élève à environ 20 millions d'euros.

### Arrivées et départs
| Arrivées        | Équipe 2015  |
| --------------- | ------------ |
| Eros Capecchi   | Movistar     |
| Gatis Smukulis  | Katusha      |
| Dias Omirzakov  |              |
| Artyom Zakharov | Seven Rivers |

| Départs             | Équipe 2016 |
| ------------------- | ----------- |
| Borut Božič         | Cofidis     |
| Aleksandr Dyachenko | ?           |
| Mikel Landa         | Sky         |
| Rein Taaramäe       | Katusha     |

## Coureurs et encadrement technique

### Effectif
| Cycliste             | Date de naissance | Nationalité | Équipe 2015     |  |
| -------------------- | ----------------- | ----------- | --------------- |  |
| Valerio Agnoli       | 6 janvier 1985    | Italie      | Astana          |  |
| Fabio Aru            | 3 juillet 1990    | Italie      | Astana          |  |
| Maxat Ayazbayev      | 27 janvier 1992   | Kazakhstan  | Astana          |  |
| Lars Boom            | 30 décembre 1985  | Pays-Bas    | Astana          |  |
| Eros Capecchi        | 13 juin 1986      | Italie      | Movistar        |  |
| Dario Cataldo        | 15 mars 1985      | Italie      | Astana          |  |
| Laurens De Vreese    | 29 septembre 1988 | Belgique    | Astana          |  |
| Daniil Fominykh      | 28 août 1991      | Kazakhstan  | Astana          |  |
| Jakob Fuglsang       | 22 mars 1985      | Danemark    | Astana          |  |
| Andriy Grivko        | 7 août 1983       | Ukraine     | Astana          |  |
| Dmitriy Gruzdev      | 13 mars 1986      | Kazakhstan  | Astana          |  |
| Andrea Guardini      | 12 juin 1989      | Italie      | Astana          |  |
| Arman Kamyshev       | 14 mars 1991      | Kazakhstan  | Astana          |  |
| Tanel Kangert        | 11 mars 1987      | Estonie     | Astana          |  |
| Bakhtiyar Kozhatayev | 28 mars 1992      | Kazakhstan  | Astana          |  |
| Miguel Ángel López   | 4 février 1994    | Colombie    | Astana          |  |
| Alexey Lutsenko      | 7 septembre 1992  | Kazakhstan  | Astana          |  |
| Davide Malacarne     | 11 juillet 1987   | Italie      | Astana          |  |
| Vincenzo Nibali      | 14 novembre 1984  | Italie      | Astana          |  |
| Dias Omirzakov       | 13 juillet 1992   | Kazakhstan  |                 |  |
| Diego Rosa           | 27 mars 1989      | Italie      | Astana          |  |
| Luis León Sánchez    | 24 novembre 1983  | Espagne     | Astana          |  |
| Michele Scarponi     | 25 septembre 1979 | Italie      | Astana          |  |
| Gatis Smukulis       | 15 avril 1987     | Lettonie    | Katusha         |  |
| Paolo Tiralongo      | 8 juillet 1977    | Italie      | Astana          |  |
| Ruslan Tleubayev     | 7 mars 1987       | Kazakhstan  | Astana          |  |
| Alessandro Vanotti   | 16 septembre 1980 | Italie      | Astana          |  |
| Lieuwe Westra        | 11 septembre 1982 | Pays-Bas    | Astana          |  |
| Artyom Zakharov      | 27 octobre 1991   | Kazakhstan  | Seven Rivers    |  |
| Andrey Zeits         | 14 décembre 1986  | Kazakhstan  | Astana          |  |
| Stagiaire            | Date de naissance | Nationalité | Équipe 2016     |  |
| Zhandos Bizhigitov   | 10 juin 1991      | Kazakhstan  | Vino 4-ever SKO |  |
| Nurbolat Kulimbetov  | 9 mai 1992        | Kazakhstan  | Astana City     |  |

## Bilan de la saison

### Victoires
| Date       | Course                                         | Pays                | Classe | Vainqueur          |
| ---------- | ---------------------------------------------- | ------------------- | ------ | ------------------ |
| 23/01/2016 | 6e étape du Tour de San Luis                   | Argentine           | 2.1    | Miguel Ángel López |
| 13/02/2016 | 3e étape de La Méditerranéenne                 | France              | 2.1    | Andriy Grivko      |
| 14/02/2016 | Classement général de La Méditerranéenne       | Italie              | 2.1    | Andriy Grivko      |
| 18/02/2016 | 2e étape du Tour de l'Algarve                  | Portugal            | 2.1    | Luis León Sánchez  |
| 19/02/2016 | 4e étape du Tour d'Oman                        | Oman                | 2.HC   | Vincenzo Nibali    |
| 21/02/2016 | Classement général du Tour d'Oman              | Oman                | 2.HC   | Vincenzo Nibali    |
| 24/02/2016 | 1re étape du Tour de Langkawi                  | Malaisie            | 2.HC   | Andrea Guardini    |
| 27/02/2016 | 4e étape du Tour de Langkawi                   | Malaisie            | 2.HC   | Miguel Ángel López |
| 28/02/2016 | 5e étape du Tour de Langkawi                   | Malaisie            | 2.HC   | Andrea Guardini    |
| 01/03/2016 | 7e étape du Tour de Langkawi                   | Malaisie            | 2.HC   | Andrea Guardini    |
| 02/03/2016 | 8e étape du Tour de Langkawi                   | Malaisie            | 2.HC   | Andrea Guardini    |
| 11/03/2016 | 5e étape de Paris-Nice                         | France              | WT     | Alexey Lutsenko    |
| 31/03/2016 | Classement général des Trois Jours de La Panne | Belgique            | 2.HC   | Lieuwe Westra      |
| 04/04/2016 | 1re étape du Tour du Pays basque               | Espagne             | WT     | Luis León Sánchez  |
| 08/04/2016 | 5e étape du Tour du Pays basque                | Espagne             | WT     | Diego Rosa         |
| 19/04/2016 | 1re étape du Tour du Trentin                   | Italie              | 2.HC   | Astana             |
| 21/04/2016 | 3e étape du Tour du Trentin                    | Italie              | 2.HC   | Tanel Kangert      |
| 22/04/2016 | 4e étape du Tour du Trentin                    | Italie              | 2.HC   | Tanel Kangert      |
| 27/05/2016 | 19e étape du Tour d'Italie                     | Italie              | WT     | Vincenzo Nibali    |
| 29/05/2016 | Classement général du Tour d'Italie            | Italie              | WT     | Vincenzo Nibali    |
| 08/06/2016 | 3e étape du Critérium du Dauphiné              | France              | WT     | Fabio Aru          |
| 19/06/2016 | Classement général du Tour de Suisse           | Suisse              | WT     | Miguel Ángel López |
| 22/06/2016 | Championnat du Kazakhstan du contre-la-montre  | Kazakhstan          | CN     | Dmitriy Gruzdev    |
| 22/06/2016 | Championnat de Lettonie du contre-la-montre    | Lettonie            | CN     | Gatis Smukulis     |
| 26/06/2016 | Championnat du Kazakhstan sur route            | Kazakhstan          | CN     | Arman Kamyshev     |
| 26/06/2016 | Championnat de Lettonie sur route              | Lettonie            | CN     | Gatis Smukulis     |
| 03/08/2016 | 2e étape (contre-la-montre) du Tour de Burgos  | Espagne             | 2.HC   | équipe Astana      |
| 28/09/2016 | Milan-Turin                                    | Italie              | 1.HC   | Miguel Ángel López |
| 28/09/2016 | Tour d'Almaty                                  | Kazakhstan          | 1.1    | Alexey Lutsenko    |
| 22/10/2016 | 3e étape du Tour d'Abou Dabi                   | Émirats arabes unis | 2.HC   | Tanel Kangert      |
| 23/10/2016 | Classement général du Tour d'Abou Dabi         | Émirats arabes unis | 2.HC   | Tanel Kangert      |
| 23/10/2016 | 2e étape du Tour de Hainan                     | Chine               | 2.HC   | Ruslan Tleubayev   |
| 29/10/2016 | 8e étape du Tour de Hainan                     | Chine               | 2.HC   | Alexey Lutsenko    |
| 30/10/2016 | Classement général du Tour de Hainan           | Chine               | 2.HC   | Alexey Lutsenko    |

### Résultats sur les courses majeures
Les tableaux suivants représentent les résultats de l'équipe dans les principales courses du calendrier international (les cinq classiques majeures et les trois grands tours). Pour chaque épreuve est indiqué le meilleur coureur de l'équipe, son classement ainsi que les accessits glanés par Astana sur les courses de trois semaines.

#### Classiques
| Classique            | Milan-San Remo          | Tour des Flandres | Paris-Roubaix           | Liège-Bastogne-Liège | Tour de Lombardie |
| -------------------- | ----------------------- | ----------------- | ----------------------- | -------------------- | ----------------- |
| Coureur (classement) | Luis León Sánchez (11e) | Lars Boom (11e)   | Laurens De Vreese (63e) | Diego Rosa (10e)     | Diego Rosa (2e)   |

#### Grands tours
| Grand tour           | Tour d'Italie                                                           | Tour de France  | Tour d'Espagne         |
| -------------------- | ----------------------------------------------------------------------- | --------------- | ---------------------- |
| Coureur (classement) | Vincenzo Nibali (1er)                                                   | Fabio Aru (13e) | Michele Scarponi (11e) |
| Accessits            | 1 victoire d'étape (Vincenzo Nibali), classements par équipes aux temps | -               | -                      |